# 한량무
한량무(閑良舞)는 조선 시대 관아의 행사 때 여흥으로 추어진 것으로 일종의 풍자 춤극이다. 한량(閑良)이란 벼슬 못한 호반(虎班)의 이름으로, 풍류를 알고 호협한 사나이의 별명이다. 춤의 내용은 한량과 별감(別監)이 기생(妓生)을 데리고 즐겁게 노는 자리에 승려가 나타나 이를 보고 기생에게 혹하여 멋진 춤으로 기생의 환심을 사니, 기생은 마침내 한량과 별감을 배반하고 승려에게로 가는 남녀의 관계를 그린 춤이다. 그 뒤 한량무는 광무대(光武臺)·연흥사(延興社)와 가설무대에서 연출하여 성행했었다.

## 개요

### 유래
원래는 남사당패에서 행해지던 놀이춤으로, 사당패가 그 기원을 조선 후기로 발생된 것으로 보아 조선 후기로 추측한다. 원래의 4~5인이 추던 남사당패의 한량무는 사라지고, 진주의 교방에서 전해오는 7인의 한량무만 남아 있다. 진주의 한량무는 고종 때 진주목사 정현석의 《교방가요》에 한량무에 있는 승무가 기록되어 있고, 교방에서 유행하던 춤극으로 보인다.

### 내용
한량이란 양반이면서 벼슬도 못하고 놀고 있는 사람으로, 보통 학문은 뒷전이고 주색잡기에 빠져서 놀고먹는 사람을 말한다. 한량무에는 이런 한량과, 탐관오리 별감, 여자를 밝히는 타락한 승려, 지조없이 파계승과 함부로 놀아나는 색시가 등장한다. 이들을 중심으로 이들을 관찰하며, 비꼬는 상좌와 마당쇠 그리고 주모가 양념을 더 하듯 맛을 낸다.
한량과 색시가 무대에 등장하여 어우러져 춤을 추면 상좌가 중을 모시고 무대에 등장한다. 상좌가 엎드려 있는 승려에게 즐겁게 춤추고 있는 색시를 유혹하라고 유도하여 한량이 색시에게 꽃신을 사주려고 퇴장하자 중이 색시를 유혹하여 둘이 함께 춤춘다. 이때 한량이 다시 등장하여 꽃신을 색시에게 신기고 중은 퇴장한다.
중이 다시 등장하여 꽃신을 벗기고 자기가 사온 꽃신을 신기는데, 색시의 태도에 화가 난 한량이 어쩔 줄 모른다. 상좌가 이를 보고 술상을 마련하여 한량에게 대접하고 사과하지만 상좌를 때리려고 하여 상좌가 도망 다닌다.
중과 상좌가 술을 마시다가 한량에게 다가가 사과한다. 그 틈에 한 구석에서 색시가 서성거리고 있음을 알아챈 중이 일어나 색시를 업고 도망가려고 하지만 색시가 이를 뿌리치고 한량에게 달려가 품에 안긴다. 한량은 이를 뿌리치고 발길로 걷어차 색시가 엎드려 운다.
이 광경을 본 한량은 다가가서 색시를 안아 일으키고 춤추기 시작하여 상좌와 중도 어울려 춤으로 마무리한다.
그 춤사위와 몸짓을 보면, 한량은 우아함과 기품이 있고, 바람난 색시는 현란하면서도 절제된 교태가 있다. 별감은 우직스러우면서도 부드러움을 갈무리했고 승려는 일탈(逸脫)하면서도 고요함이 숨어 있다. 주모는 경망스러움과 해학(諧謔)을 춤추고, 상좌는 혼돈 속에서도 믿음을 나타내고, 마당쇠는 순종 속에서도 자기주장을 웃음으로 표출하는 재치를 보인다.
이 일곱 사람의 어울림으로 생기는 묘한 불협화음 속에서 조화를 찾아내는 반시간 정도의 몸 사위는 참으로 절묘하다. 기원은 남사당패에서 남자들이 추던 무용이지만 교방계의 무용으로 옮겨오면서도 남성적인 춤의 대명사라고도 할 수 있을 정도로 역동성과 다양성을 잃지 않고 있다.

### 장단
장단은 북, 장구, 피리, 대금, 아쟁 등을 사용해서 맞춘다.

## 전승
경남 진주시 판문동 산171-1번지 전통예술문화회관 진주 한량무보존회에 소재지가 있다.

## 같이 보기
- 진주논개제
- 진주삼천포농악

## 참고 자료
- 한량무 - 국가유산청 국가유산포털
- 한량춤(한량무, 김무철) (金武喆) - 국가유산청 국가유산포털
- 한량무 (閑良舞) - 국가유산청 국가유산포털